# Good Omens
Good Omens (Bons Augúrios (título em Portugal) ou Belas Maldições (título no Brasil)), é uma comédia fantástica acerca do polémico tema do Armagedon.
Foi escrito por dois autores britânicos, Terry Pratchett e Neil Gaiman, responsáveis por uma obra considerada hilariante e de humor inteligente.
O livro detalha o nascimento do filho de Satanás, a vinda do Fim dos Tempos e as tentativas do anjo Aziraphale e do demônio Crowley de parar o mesmo, tendo acostumado-se a uma vida de confortos vivendo entre os humanos. O tema interligado das personagens é o livro escrito pela profeta e bruxa Agnes Nutter, de mesmo nome da obra em que se encontra.

## Resumo da história
É vindo o Fim dos Tempos: o Apocalipse se aproxima, e o Julgamento Final logo virá para todos os humanos. Essa notícia não cai bem com Aziraphale (anjo e vendedor de livros antigos, ex-guardião do Portão Leste do Jardim do Eden) e Crowley (demônio que, originalmente nomeado de Crawly, foi a serpente que tentou Eva). Os dois são representantes de seus respectivos reinos na Terra, e tem estado nela desde o Início, assim formando uma estranha ligação com a humanidade e os confortos de sua vida. Além disso, os dois são grandes amigos mesmo com suas diferenças claras, então decidem unir-se para ficar de olho no Anticristo para que ele não torne-se maligno.
Infelizmente, Warlock, o garoto a quem todos atribuem o título de Anticristo, é uma criança normal. Devido a uma troca de bebês no hospital, o verdadeiro filho de Satanás é Adam Young, um garoto carismático que vive na pequena cidade de Lower Tadfield, Oxfordshire. Vivendo uma vida completamente normal, ele não faz ideia de seus poderes ou sua verdadeira origem. Ele tem três amigos próximos que formam uma gangue chamada "Them" (Eles): Pepper, Brian e Wensleydale.
Enquanto o fim do mundo se aproxima, Adam usa seus poderes sem perceber, mudando o mundo para que se encaixe nos artigos que ele lê em uma revista de teorias da conspiração, como o ressurgimento do reino perdido de Atlantis (causando uma crise internacional) e trazendo Pequenos Homens Verdes para a Terra em uma missão de paz e prosperidade.
No mesmo momento, os Quatro Cavaleiros do Apocalipse estão se reunindo, preparados para cumprir sua missão final. Eles aparecem em motocicletas, cada um com aparências distintas e personalidades fortes. Além disso, as profecias de Agnes Nutter estão rapidamente se concretizando. A única cópia restante de seu livro, As Belas e Precias Profecias de Agnes Nutter, Bruxa, encontra-se nas mãos de Anathema Device, descendente da própria Agnes e nova moradora de Tadfield.
Com o mundo entrando em caos, Adam Young tenta dividir o mundo entre sua gangue. Percebendo que tomar controle mundial não é uma boa ideia, e o tiraria de sua vida calma em Lower Tadfield, ele parou o Apocalipse. Juntando-se a Anathema Devica, Newton Pulsifer, Aziraphale, Crowley e os outros três d'Eles, todos vão à base militar onde os Cavaleiros do Apocalipse tentam iniciar uma guerra nuclear.
Os amigos de Adam enfrentam Guerra, Poluição e Fome. Quando o diabo, pai de Adam, está prestes a interferir, o pequeno Anticristo muda a realidade para que seu pai humano apareça em seu lugar, assim restaurando a normalidade.